# Half of My Heart
Half of My Heart è un singolo del cantautore statunitense John Mayer, pubblicato il 21 giugno 2010 come terzo estratto dal quarto album in studio Battle Studies.
Il singolo ha avuto la sola pubblicazione digitale e ha visto la partecipazione cantante statunitense Taylor Swift, l'allora fidanzata del musicista.

## Tracce
Download digitale
1. Half of My Heart – 3:52

## Classifiche
| Classifica         | Posizione massima |
| ------------------ | ----------------- |
| Paesi Bassi        | 40                |
| Stati Uniti        | 25                |
| Stati Uniti (pop)  | 22                |
| Stati Uniti (rock) | 44                |